# Combat des Basses-Rivières
Chouannerie
La combat des Basses-Rivières se déroula lors de la Chouannerie. 

## La bataille
Début juillet, les forces de Scépeaux, Terrien et Turpin partent rejoindre les forces de Coquereau et Sarrazin à Chazé-sur-Argos, mais le 5 juillet, ils sont attaqués près des Basses-Rivières par une colonne républicaine forte de 400 hommes. Les Chouans, aussi nombreux, ont d'abord l'avantage et repoussent les Républicains, une deuxième colonne, pensant prendre leurs adversaires à revers est également vaincue. Selon le capitaine chouan Bellanger, les pertes des Royalistes sont de 30 tués et 10 blessés.